# Ліберально-демократична партія Росії
«Ліберально-демократична партія Росії — ЛДПР» (рос. ЛДПР — Либерально-демократическая партия России) — псевдоліберальна праворадикальна консервативна націоналістична політична партія в Російській Федерації. Створена 13 грудня 1989 року як Ліберально-демократична партія Радянського Союзу, нащадком якої є ЛДПР. З моменту створення позиціонує себе як опозиційна партія. З заснування до своєї смерті 6 квітня 2022 року лідером партії був Володимир Жириновський, нині цю посаду займає Леонід Слуцький.

## Історія

### Ліберально-демократична партія Росії
На перших думських виборах нової Росії 12 грудня 1993 року ЛДПР посіла перше місце, отримавши 22,92 % голосів виборців і 64 мандата.
- 1995 — 11,18 % голосів і 51 місце на виборах Держдуми.
- 1996 — кандидат у президенти від ЛДПР В. Жириновський посів п'яте місце з 5,70 % голосів.
- 1999 — 5,98 % голосів і 17 місць на виборах Держдуми (як «Блок Жириновського»).
- 2000 — кандидат у президенти від ЛДПР В. Жириновський посів п'яте місце з 2,70 % голосів.
- 2003 — 11,45 % голосів і 36 місць на виборах Держдуми.
- 2004 — кандидат у президенти від ЛДПР О. Малишкін посів п'яте місце з 2,02 % голосів.
- 2007 — 8,14 % голосів і 40 місць на виборах Держдуми.
- 2008 — кандидат у президенти від ЛДПР В. Жириновський посів третє місце з 9,35 % голосів.

## Представництво партії на різних рівнях влади 2007 року
- Депутати Державної Думи — 35 осіб (у грудні до нового скликання обрали 40 представників партії);
- Депутати Законодавчих Зборів суб'єктів Федерації — 146 осіб;
- Вибрані Голови адміністрацій районів (міст) — 12 осіб;
- Чиновники органів Державної влади суб'єктів Федерації — 27 осіб;
- Чиновники органів влади місцевого самоврядування — 10 осіб;
- Депутати Законодавчих Зборів обласних центрів і великих міст — 37 осіб;
- Депутати муніципалітетів та особи, що заміняють виборні посади в органах місцевого самоврядування (МСУ) — 838 осіб.

Загалом: 1105 осіб.

## Ідеологія
Згідно з офіційною програмою ЛДПР, партія виступає за лібералізм та демократію. ЛДПР категорично заперечує комуністичну ідеологію та марксизм загалом. При цьому вважається, що головним виразником інтересів людей і суспільства є держава і що всі інтереси громадян повинні бути їй підпорядковані. Особиста свобода також визнається тою мірою, якою вона не суперечить державним і суспільним інтересами. Позиція ЛДПР щодо до корпоративної власності полягає в тому, що держава повинна здійснювати над нею жорсткий контроль. Попри свою назву, ЛДПР, як правило, описується як радикальна націоналістична партія.

## Голова партії
- Жириновський Володимир Вольфович 21 грудня 2011 — 6 квітня 2022 року;
- (в. о.) Олексій Миколайович Діденко 6 квітня —27 травня 2022 року;
- Слуцький Леонід Едуардович — з 27 травня 2022 року

## Критика
Згідно з точкою зору більшості політологів[джерело?], ЛДПР є «партією однієї людини» (Жириновського), а її програма не відповідає принципам ні лібералізму, ні ліберальної демократії. Навпаки, популістська ідеологія ЛДПР не носить системного характеру і близька до крайнього націоналізму і етатизму. Політологи також відзначають, що ЛДПР фактично не є опозиційною партією, а активно грає на боці влади. Так, на думку директора Алтайської школи політичних досліджень професора Юрія Чернишова, «Спецпроєкт ЛДПР» виконує для влади роль нейтралізатора протестного і маргінального електорату. Як вважає професор, Жириновський і його партія корисні владі ще й тому, що через них вона може організовувати інформаційні акції на межі провокацій, зондувати суспільство, перевіряти, наскільки воно ще готове посунутися в бік авторитаризму.